# Российско-южнокорейские отношения
Российско-южнокорейские отношения — международные отношения России и Республики Кореи.
Корея была разделена на Северную и Южную в 1945 году. СССР не признавал Южную Корею до 1990 года.
С 1990-х годов обе нации испытали подъём в торговле и сотрудничестве. Общий торговый оборот между Республикой Кореей и Российской Федерацией за 2003 год составил 4,2 миллиарда долларов, а в 2012 году достиг 22,5 млрд долларов.
ВВП (номинал) России в 2015 году немного меньше ВВП Кореи. ВВП (ППС) России, в 2 раза больше корейского. В 2016 году примерно 230 тысяч российских туристов посетили Южную Корею и около 200 тысяч граждан Кореи побывали в России.

## Отношения с Советским Союзом
С 1910 года Корея была частью Японской Империи. 8 августа 1945 года СССР вступил в войну против Японии. В результате Харбино-Гиринской наступательной операции советские войска заняли северную часть Корейского полуострова. Южная часть Кореи была под контролем американских войск. 6 сентября 1945 года была провозглашена Корейская Народная Республика. 8 сентября 1945 года в южной части Кореи начинает действовать Американское военное правительство в Корее. В декабре 1945 года СССР проводит Московскую конференцию министров иностранных дел, по результатам которой создаётся Временный народный Комитет Северной Кореи, что в дальнейшем приводит к разделению Кореи на Северную и Южную. СССР официально не признаёт Республику Корея и не имеет с ней дипломатических отношений. Дальнейшее ухудшение отношений связано с Корейской войной, в которой при поддержке СССР и Китая КНДР начинает вторжение в Южную Корею 25 июня 1950 года.
Южная Корея пыталась наладить торговые отношения с Советским Союзом ещё до прихода к власти Михаила Горбачёва. Ещё в мае 1979 года Южная Корея подписала соглашение с Финляндией, которая обязывалась оказывать помощь в поставке товаров в Советский Союз и Восточную Европу. Горбачёв был сторонником участия иностранного капитала в экономике СССР и высоких технологий, он также ожидал, что Сеул может помочь экономическому кризису Советского Союза через прямые вложения капитала, совместные проекты и торговые отношения.
В 1980-х годах, с приходом к власти Горбачёва и Ро Дэ У, ситуация изменилась. Горбачёв показал, что Советский Союз готов к улучшению отношений со всеми странами Тихоокеанского региона Азии, включая Южную Корею, что стало известно из его выступлений в июле 1986 года во Владивостоке и в августе 1988 года в Красноярске.
Природные ресурсы, в которых сильно нуждалась Корея — нефть, металлы, лес, и рыба — в избытке имелись на Дальнем Востоке СССР. Торговля с Советским Союзом, Восточной Европой и Китаем также уменьшила зависимость Южной Кореи от США из-за новых рынков сбыта товаров. Развитие торговли с Восточной Европой и Советским Союзом изначально было поддержано Соединёнными Штатами, однако впоследствии Вашингтон стал более насторожен из-за возможной утечки высоких технологий.
Отношения между Москвой и Сеулом были запланированы в трёх отраслях: спорт, торговля и политика. Сеульская Олимпиада 1988 года была большим ускорителем этого процесса. Более 6000 советских спортсменов отправились в Южную Корею, советские туристические теплоходы прибыли в Пусан и Инчхон, самолёты Аэрофлота приземлились в Сеуле.
Из-за недостатка дипломатических отношений, большинство начальной торговли между Кореей и Советским Союзом проводилось через посредников: Восточную Европу, Гонконг, Японию и Сингапур. С увеличением торгового оборота, Сеул и Москва начали прямые торговые отношения, используя торговые порты Владивостока и Пусана. Корейская организация развития торговли (KOTRA) и министерство торговли и промышленности СССР заключили торговый меморандум в 1988 году по сотрудничеству в торговой отрасли и основе торговых представительств в 1989 году. Корейское торговое представительство было открыто в июле 1989 года в Москве; советский офис в Сеуле открылся чуть ранее — в апреле 1989 года. В 1990 году несколько крупнейших южнокорейских корпораций, включая Daewoo, LG Group и Ssangyong, напрямую торговали с Советским Союзом.
Южнокорейская технологическая база и финансовая мощь притягивали к себе интерес стран социалистического блока. Ким Ён Сам находился в Москве с 2 июня по 10 июня 1989 года, когда Кремль объявил о разрешении вернуться в Корею для тридцати тысяч сахалинских корейцев, находившихся в Советском Союзе после окончания Второй мировой войны. Советский Союз даже помог организовать встречу Ким Ён Сама с послом КНДР в СССР.
В июне 1990 года Ро Дэ У встретился с Михаилом Горбачёвым в Сан-Франциско.

## Отношения с Российской Федерацией

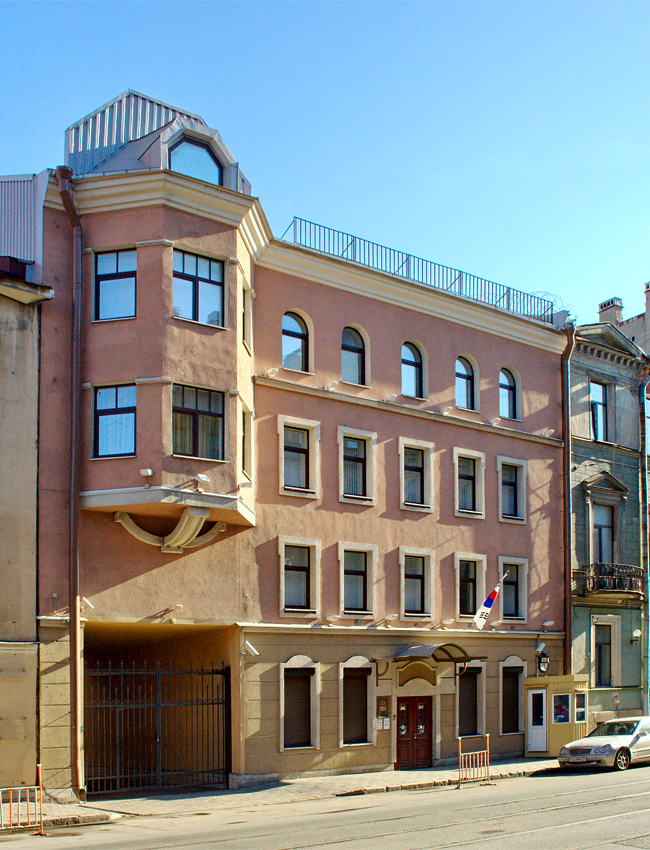
Генеральное консульство Республики Корея в Санкт-Петербурге

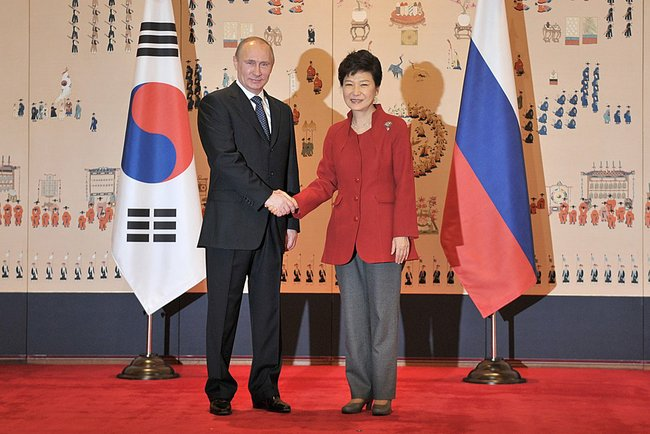
Владимир Путин с президентом Южной Кореи Пак Кын Хе на саммите в Сеуле

После распада Советского Союза Республика Корея и Российская Федерация основали дипломатические связи в 1991 году. В феврале 2001 года президент Российской Федерации Владимир Путин посетил Сеул, в сентябре 2004 года президент Республики Кореи Но Му Хён посетил Москву. В ноябре 2010 года президент России Дмитрий Медведев совершил официальный визит в Республику Корею. Республика Корея и Российская Федерация принимали участие в шестисторонних переговорах по ограничению ядерной программы КНДР.
13 ноября 2013 года в Сеуле состоялся российско-южнокорейский саммит, в ходе которого было принято соглашение о введении безвизового режима между странами с 1 января 2014 года.
Официальный представитель МИД РФ Мария Захарова заявила, что Сеул нападками на Москву пытается оправдать беспрецедентное наращивание своих военных приготовлений с ядерной составляющей по указке Вашингтона. 
30 сентября МИД Республики Корея распространил заявление, в котором назвал «крайне безответственной» изложенную 26 сентября министром иностранных дел Российской Федерации Сергеем Лавровым позицию в контексте принятой на 68-й сессии Генеральной конференции МАГАТЭ резолюции по КНДР. Российская позиция по данному вопросу была изложена министром предельно доходчиво, аргументированно и убедительно, обратили внимание в дипведомстве. Несмотря на это, сигнал не был воспринят в Сеуле, который позволил себе обвинять Россию — сооснователя и соучредителя ООН и Договора о нераспространении ядерного оружия — в «безответственности». 

## Дипломатические представительства
- Россия имеет посольство в Сеуле[8] и генеральное консульство в Пусане[9].
- Южная Корея имеет посольство в Москве[10], а также генеральные консульства в Санкт-Петербурге[11], Иркутске[12] и Владивостоке[13].

## Экономическое сотрудничество
Республика Корея и Россия проводят совместные работы по постройке промышленного комплекса в особой экономической зоне «Находка» на Дальнем Востоке России, а также по добыче природного газа в Иркутске. Обе стороны также согласились оказать содействие друг другу по соединению запланированной внутрикорейской железнодорожной сети с Транссибирской магистралью. Россия выразила интерес по оказанию транзитных услуг по переправке южнокорейских товаров в Европу (в данный момент перевозятся морем) с помощью соединения железнодорожных сетей обеих стран.
Россия предложила выплату её $1,7-миллиардного долга Южной Кореи через совместные вложения в Северную Корею, например, железнодорожный проект. По итогам 2010 года Корея заняла 3-е место среди стран Восточной Азии по объёму товарооборота с Россией, пропустив вперёд КНР и Японию.
Среди наиболее успешных совместных проектов – создание в Санкт-Петербурге автозавода «Хёндэ мотор», который выпускает до 200 тысяч машин в год, строительство «Лотте Групп» кондитерской фабрики в Калужской области, делового и гостиничного комплекса в Москве, открытие компаниями «Самсунг» и «ЭлДжи» масштабного производства в России бытовой электроники.

### Общая характеристика двусторонней торговли

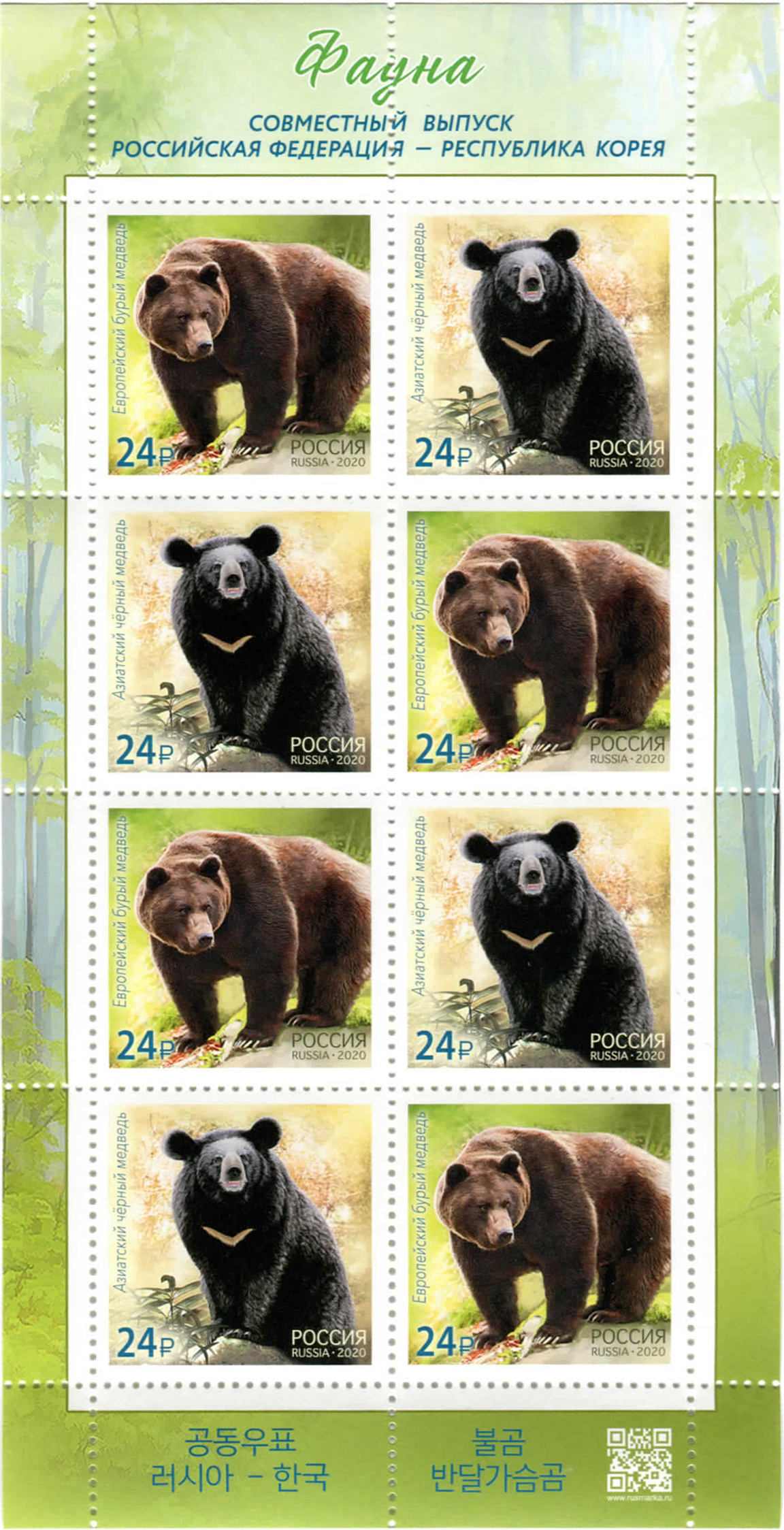
Почтовый лист «Совместный выпуск Российской Федерации и Республики Корея. Фауна».

Практически сразу после установления дипломатических отношений товарооборот двух стран стал быстро расти. По данным южнокорейской статистики в 1992 году он составил 192,91 млн долларов, в 1993 году — уже 1575,99 млн долларов. В дальнейшем рост товарооборота замедлился, но в 2000-е годы опять ускорился. В 2002 году двусторонний товарооборот (по южнокорейским данным) составил 3283,48 млн долларов, а в 2012 году — уже 21157,05 млн долларов. В 2014 году товарооборот составил 27311,20 млн долларов. При этом российский экспорт (18287,00 млн долларов) намного превысил южнокорейские поставки в Россию (9024,00 млн долларов).

Российский экспорт в Южную Корею (2014 год): главная статья — минеральное топливо, нефть и нефтепродукты (79,2 %), также металлы и изделия из них (8,9 %), продовольствие и сельскохозяйственное сырье (7,2 %), древесина и целлюлозно-бумажные изделия (1,8 %), машины и оборудования (1,4 %).

Южнокорейские поставки в Россию (2014 год): машины и оборудование (77,3 %), продукция химической промышленности (10,9 %), металлы и изделия из них (5,2 %), текстильные изделия и обувь (1,6 %).

### Торговля с дальневосточными регионами России
Южная Корея играет огромную роль во внешней торговле ряда дальневосточных регионов РФ: в 2008 году на Дальний Восток приходилось 59% российского экспорта в Южную Корею и более 6,5 % импорта из РК. Большую часть дальневосточного экспорта составляли в 2008 году нефть (77,4 %) и рыбопродукция (12,7 %). Значение Южной Кореи во внешней торговле некоторых дальневосточных регионов РФ было существенным: в 2008 году на РК пришлось 53,9 % внешней торговли Камчатской области, 48,4% внешней торговли Сахалинской области, 14,7% внешней торговли Хабаровского края, 14,2% внешней торговли Магаданской области и 12,2 % внешней торговли Приморского края. Доля Южной Кореи во внешней торговле Амурской области и Чукотки в 2008 году была незначительной: 0,9 и 0,4 % от объёма внешней торговли региона.

## Космическая программа
В данный момент Республика Корея проводит выбор своего первого космонавта, который должен провести вылет на борту «Союза» к международной космической станции в апреле 2008 года. Республика Корея также имеет планы для запуска её первого спутника в 2008 году с помощью России. Южная Корея потратила около 20 миллиардов вон на космическую программу, включая плату за российские услуги.

## Миграция населения
Корё-сарам — это имя, которым этнические корейцы в бывшем Советском Союзе называют сами себя. Около 450 000 корейцев в данный момент проживают в бывшем СССР, в основном в независимых республиках Центральной Азии. Также крупные корейские общины находятся в южной части России около Волгограда, на Кавказе и южной Украине. Корни этих общин прослеживаются к корейцам, проживавшим на Дальнем Востоке России в конце XIX века. Отдельная корейская община существует на острове Сахалин, жителей которой называют сахалинскими корейцами. Некоторые из них являются корё-сарами, некоторые нет. Предки сахалинских корейцев являются жителями провинций Кёнсандо и Чолладо, принудительный труд которых был использован в конце 1930-х — в начале 1940-х годов японским правительством на угольных шахтах, чтобы покрыть недостаток рабочей силы, образовавшийся в результате войны.
Русские в Корее образовали общины ещё в 1885 году, однако практически все сегодняшние русские поселенцы в Республике Корее, около 10 000 человек, состоят из недавних иммигрантов.